# Połowinnoje (rejon barabiński)
Połowinnoje (ros. Половинное) – wieś (dieriewnia) w Rosji, w obwodzie nowosybirskim, w rejonie barabińskim. W 2010 liczyła 138 mieszkańców.